# Неэвиллер-пре-Лотербур
Неэвиллер-пре-Лотербур (фр. Neewiller-près-Lauterbourg) — коммуна на северо-востоке Франции в регионе Гранд-Эст (бывший Эльзас — Шампань — Арденны — Лотарингия), департамент Нижний Рейн, округ Агно-Висамбур, кантон Висамбур. До марта 2015 года коммуна административно входила в состав упразднённого кантона Лотербур (округ Висамбур).
Площадь коммуны — 7,34 км², население — 656 человек (2006) с тенденцией к стабилизации: 632 человека (2013), плотность населения — 86,1 чел/км².

## Население
Население коммуны в 2011 году составляло 644 человека, в 2012 году — 634 человека, а в 2013-м — 632 человека.
| 1962 | 1968 | 1975 | 1982 | 1990 | 1999 | 2006 | 2008 | 2011 | 2012 | 2013 |
| ---- | ---- | ---- | ---- | ---- | ---- | ---- | ---- | ---- | ---- | ---- |
| 419  | 382  | 407  | 462  | 505  | 623  | 656  | 653  | 644  | 634  | 632  |

Динамика населения:

## Экономика
В 2010 году из 471 человек трудоспособного возраста (от 15 до 64 лет) 362 были экономически активными, 109 — неактивными (показатель активности 76,9 %, в 1999 году — 72,5 %). Из 362 активных трудоспособных жителей работали 339 человек (191 мужчина и 148 женщин), 23 числились безработными (14 мужчин и 9 женщин). Среди 109 трудоспособных неактивных граждан 26 были учениками либо студентами, 43 — пенсионерами, а ещё 40 — были неактивны в силу других причин.

## Достопримечательности (фотогалерея)
- Церковь Сен-Мишель